# Thomas Robert Soderstrom
Thomas Robert Soderstrom (Chicago, 9 januari 1936 - 1987) was een Amerikaans botanicus. Zijn specialiteit was de grassenfamilie (Gramineae of Poaceae).
- Bibsys: 90134957
- Author citation (botany): Soderstr.
- International Standard Name Identifier: 0000 0000 8473 049X
- Library of Congress Control Number: n79047547
- Nationale Bibliotheek van Tsjechië: mub2018999972
- Nationale Bibliotheek van Israël: 987007340437205171
- Nederlandse Thesaurus van Auteursnamen: 07426379X
- Virtual International Authority File: 113583277
- WorldCat: E39PBJjXjcTjJj6wMFfGqfBHG3